# Eduard Rodeja i Galter
Eduard Rodeja i Galter (Figueres, 29 d'agost del 1896 - 30 de març del 1963) fou un historiador català, fill de Josep Rodeja i Gay, també de Figueres, i d'Octàvia Galter, de Llançà.
El març de 1954 va fundar la revista mensual Canigó. Més tard, el 1956, va ser un dels fundadors de l'Institut d'Estudis Empordanesos, del qual va ser escollit sotsdirector tot i que era ell que en portava tot el pes de l'administració. Va ser director de l'Escola d'Arts i Oficis i professor de dibuix de l'Institut Ramon Muntaner de Figueres.

## Historiador
Eduard Rodeja va ser un historiador autodidacte. Va estudiar arquitectura, però quan cursava el tercer any va haver de tornar a Figueres a causa d'una malaltia del seu pare. Tot i així, la seva tasca com a historiador fou extensa.
Durant molts anys, es va dedicar a recopilar molta informació històrica sobre Figueres extreta dels arxius municipals, de la  Parròquia de Sant Pere i de la casa Fages, també de Figueres. Durant la Guerra Civil, els seus moviments es van veure restringits i es passava moltes hores tancat al despatx envoltat de tota la informació que havia recollit o heretat. Això el va fer pensar en escriure un llibre amb notes històriques sobre la ciutat de Figueres. Al final, va acabar publicant quatre volums de Figueras: notas históricas (1942-1960), obra que va ser objecte de diversos premis i que li va fer guanyar el títol honorífic de primer cronista oficial de Figueres. Aquesta síntesi va provocar un gran impacte per la manca de precedents i pel valor de molta de la documentació presentada, fins llavors completament desconeguda. El 1962 va publicar l'obra de divulgació Llibre de Figueres, que va obtenir el premi P. Maspons i Camarasa 1961. També va publicar un opuscle sobre el centenari de l'Institut Ramon Muntaner, una biografia sobre Gaspar Portolà i nombrosos articles d'història a les revistes Ampurdán, Vida Parroquial i, més tard, al mensual Canigó.
L'Institut d'Estudis Empordanesos li dedicà una monografia en el centenari del seu naixement.

## Obres
- Rodeja Galter, Eduardo, Figueras: notas históricas, Figueres, Instituto de Estudios Ampurdaneses, 1942 - 1960, 4 vols. [1]. Prehistoria - 1386, 1960, 183 pp. + 1 f. de làm.; [2]. 1387 - 1753, 1957, 272 pp. + 18 ff. de làm.; [3]. 1753 - 1832, 1942, 243 pp. + 1 plànol pleg.; [4]. 1832 - 1900, 1944, 265 pp. + 1 f. de làm. + 1 f. plànol pleg. El primer volum també es va publicar íntegrament als Anales del Instituto de Estudios Ampurdaneses, 2 (1960-1961).
- Rodeja i Galter, Eduard, Llibre de Figueres, Barcelona, Selecta (Biblioteca Selecta, 334; Ciutats i paisatges, 39), 1962, 285 pp., il·l. Premi P. Maspons i Camarasa 1961.